# Continental Billiards & Snooker Association
Die Continental Billiards & Snooker Association (kurz CBSA oder CB&SA) war ein Billardverband für Snooker und English Billiards. Er existierte ab 1995 und stand europäischen Nationalverbänden außerhalb der britischen Inseln offen. Allgemein als Organisation zur Förderung des Snookers in Kontinentaleuropa gedacht, wurde der Verband vor allem durch die Ausrichtung des Continental Team Cups und der dort integrierten Ladies Plate bekannt. 2003 wurde er in die European Billiards and Snooker Association integriert.

## Geschichte
Snooker und English Billiards sind beides Billardvarianten, die hauptsächlich auf den britischen Inseln gespielt werden. Erst in den 1980ern und 1990ern entwickelte sich auch auf dem europäischen Kontinent eine aktive Szene von Spielern, die aber spielerisch nur in Einzelfällen mit den dominierenden Spielern der britischen Inseln mithalten konnten. Gleichzeitig entwickelte sich auch eine Verbandsstruktur. Die meisten Verbände waren aber weder finanziell noch strukturell noch organisatorisch so gut aufgestellt wie die britischen Verbände. Weitere Nachteile gegenüber den Verbänden der britischen Inseln bestanden zum Beispiel in der Ausbildung und Zertifizierung von Schiedsrichtern. Teilnahmen der europäischen Kontinentalverbände an internationalen Amateurturnieren waren allerdings kostspielig, organisatorisch aufwendig und spielerisch gesehen häufig nur bedingt von Erfolg geprägt.
Von daher begannen in den kontinentaleuropäischen Verbänden Überlegungen, ob man ein Snookerturnier nur für Spieler aus Kontinentaleuropa ausrichten sollte. Erste Vorbereitungstreffen fanden während der Amateurweltmeisterschaft 1993 im pakistanischen Karatschi und während der Amateurweltmeisterschaft 1994 im südafrikanischen Johannesburg statt. 1995 trafen sich schließlich Vertreter von mehreren europäischen Verbänden im deutschen Hannover, wo sie die Continental Billiards & Snooker Association gründeten. Das generelle Ziel des neuen Kontinentalverbandes war die Angleichung der kontinentaleuropäischen Spiel- und Verbandsstandards an jene der britischen Inseln.
Dieses Ziel wollten die Funktionäre der Mitgliedsverbände durch verschiedene Maßnahmen erreichen. Allgemein formulierte man die Absicht, die Kooperation zwischen den Mitgliedsverbänden zu stärken. Gleichzeitig mit der Verbandsgründung trug man zudem ein gemeinsames Snookerturnier der Mitgliedsländer auf, den sogenannten Continental Team Cup. Dieses Turnier bot für jedes Mitgliedsland die Möglichkeit, drei Spieler in einem Team sowie einen Schiedsrichter zu entsenden. Die Spieler sollten sich mit den (etwa gleich guten) Spielern der anderen Verbände messen und sich so spielerisch fortentwickeln. Den Schiedsrichtern stand zudem die Möglichkeit offen, durch die Teilnahme am Continental Team Cup ein international gültiges Zertifikat zu bilden. So sollten die Kosten für die Schiedsrichterausbildung gesenkt werden. Gleichzeitig sollte das Turnier durch minimalen finanziellen und organisatorischen Aufwand die Mitgliedsverbände nicht überfordern. Ab 1997 wurde neben dem Continental Team Cup auch eine Ladies Plate ausgetragen. Im Gegensatz zum Team Cup war die Ladies Plate ein Einzel-Event.
Zehn Nationalverbände waren Gründungsmitglieder der Continental Billiards & Snooker Association. Bis zum Anfang der 2000er-Jahre stieg die Mitgliedszahl auf dreizehn Verbände. So wurde zum Beispiel 1998 der isländische Nationalverband zur Mitgliedschaft eingeladen. Die Verbände der britischen Inseln traten nie der CBSA bei, wenngleich der Verband des britischen Überseegebietes Gibraltar zu den Mitgliedern der CBSA gehörte. Häufig waren die Mitgliedsverbände parallel auch Mitglieder in anderen internationalen Snooker-Verbänden. Der Vorsitzende des isländischen Verbandes, Pálmi Einarsson, schrieb 2002 anlässlich der Austragung des Continental Cups in Island, dass die CBSA beim Erreichen ihrer Ziele „ziemlich erfolgreich“ gewesen sei. Nur ein Jahr später entschloss sich die CBSA, die eigenen Aktivitäten zu beenden und in die European Billiards and Snooker Association (EBSA) aufzugehen. Diesem Verband gehörten neben zahlreichen kontinentaleuropäischen Verbänden auch die Verbände der britischen Inseln an. Die EBSA bestätigte diese Pläne auf ihrer Generalversammlung am 5. Juni 2003 im deutschen Bad Wildungen. Der Continental Team Cup wurde von der EBSA als EBSA European Team Championship weitergeführt und um ein Senioren-Event ergänzt.
Ab 1999 war der Franzose Maxime Cassis Präsident der CBSA. Die World Snooker Federation (WSF) gibt an, seine Amtszeit sei 2004 zu Ende gegangen. Ab Anfang der 2000er-Jahre war Cassis gleichzeitig Generalsekretär der EBSA.

## Mitglieder
Anlässlich des Continental Cups 2002 nannte die isländische Tageszeitung Fréttablaðið folgende 13 Mitgliedsländer: Die gleichen dreizehn Länder nahmen auch 2003 am Continental Team Cup teil.
- Belgien
- Deutschland
- Finnland
- Frankreich
- Gibraltar
- Island
- Malta
- Niederlande
- Polen
- Schweiz
- Ungarn
- Zypern
- Österreich